# Isla Rodrigues
Rodrigues  —oficialmente en español, Isla Rodrigues (en inglés, Rodrigues; en francés, Île Rodrigues ; en criollo mauriciano, Rodrig)— es una isla de las Mascareñas y es dependencia de Mauricio, a 560 km al este, en medio del océano Índico. Tiene un área de 109 km² y la rodea un arrecife de coral. Su capital es Port Mathurin.

## Historia
La isla fue descubierta en 1528 por Diogo Rodrigues, mientras regresaba a Portugal en una flota bajo el mando de Pedro de Mascarenhas. Sin embargo, se tiene constancia de que las islas Mascareñas eran conocidas por los navegantes árabes antes de la llegada de Diogo Rodrigues, pero nunca antes habían sido colocadas en un mapa.

## Demografía
En 1996 habitaban 35.000 personas, actualmente se estiman que unas 40.000. El idioma principal es el creole mauriciano, mientras que el inglés y el francés son hablados y entendidos por la mayoría de los habitantes. La principal religión es el catolicismo, aunque existe una minoría de protestantes y Testigos de Jehová. En su mayoría sus habitantes son de ascendencia africana y europea. La industria se basa en aserraderos, granjas y el turismo.

### División administrativa
Se le considera como el décimo distrito de Mauricio. Para la Iglesia católica, forma el vicariato apostólico de Rodrigues.
Rodrigues tiene 14 municipalidades o zonas estadísticas:
| N.º | Zona                           | Población Censo de 2000 |
| --- | ------------------------------ | ----------------------- |
| 1   | Piments-Baie Topaze            | 1445                    |
| 2   | La Ferme                       | 1112                    |
| 3   | Baie Malgache                  | 1076                    |
| 4   | Baie-aux-Huîtres               | 2594                    |
| 5   | Port Mathurin                  | 5929                    |
| 6   | Grand Baie-Montagne Goyaves    | 844                     |
| 7   | Roche Bon Dieu-Trèfles         | 2059                    |
| 8   | Lataniers-Mont Lubin           | 3806                    |
| 9   | Petit Gabriel                  | 3658                    |
| 10  | Mangues-Quatre Vents           | 2870                    |
| 11  | Plaine Corail-La Fouche Corail | 2832                    |
| 12  | Rivière Cocos                  | 2893                    |
| 13  | Port Sud-Est                   | 2717                    |
| 14  | Coromandel-Graviers            | 1944                    |
|     | Rodrigues                      | 35 779                  |

## Naturaleza
Antes de la llegada de los humanos la isla estaba completamente cubierta de bosque, pero tras la colonización se produjo una profunda deforestación y el ecosistema de la isla quedó seriamente dañado. Muchas de sus especies endémicas se extinguieron, entre sus aves desaparecieron el solitario de Rodrigues, el loro de Rodrigues, la cotorra de Newton, el rascón de Rodrigues, el estornino de Rodrigues, el búho de Rodrigues, la garza de Rodrigues y la paloma de Rodrigues. Entre los reptiles extintos se incluyen la tortuga gigante abovedada de Rodrigues, la tortuga gigante silla de montar de Rodrigues y el geco diurno de Rodrigues.